# L'Appel du komintern

L'Appel du Komintern est un chant révolutionnaire allemand communiste écrit par Franz Jahnke et Maxim Vallentin en 1926. La musique a été composée par Hanns Eisler.
Ce chant fut écrit en 1929, à l'occasion du dixième anniversaire de la fondation de l'Internationale Communiste (Komintern dans le langage de la IIIe Internationale).
| Quittez les machines, Dehors, prolétaires, Marchez et marchez, Formez-vous pour la lutte. Drapeau déployé Et les armes chargées Au pas cadencé, Pour l’assaut, avancez, Il faut gagner le monde! Prolétaires, debout. | Le sang de nos frères Réclame vengeance. Plus rien n’arrêtera La colère des masses. À Londres, à Paris, Budapest et Berlin, Prenez le pouvoir, Bataillons ouvriers. Prenez votre revanche! Bataillons ouvriers. | Les meilleurs des nôtres Sont morts dans la lutte Frappés, assommés Enchaînés dans les bagnes. Nous ne craignons pas Les tortures et la mort, En avant, prolétaires, Soyons prêts, soyons forts. En avant, prolétaires! Soyons prêts, soyons forts. |